# Шутовце
Шутовце (слч. Šútovce) насељено је мјесто са административним статусом сеоске општине (слч. obec) у округу Прјевидза, у Тренчинском крају, Словачка Република.

## Становништво
| Година:    | 1994. | 2004.   | 2014.   | 2024.   |
| ---------- | ----- | ------- | ------- | ------- |
| Број људи: | 378   | 408     | 432     | 459     |
| Разлика:   |       | +7,93 % | +5,88 % | +6,25 % |

| Година:    | 2023. | 2024.   |
| ---------- | ----- | ------- |
| Број људи: | 456   | 459     |
| Разлика:   |       | +0,65 % |

Према подацима о броју становника из 2011. године насеље је имало 414 становника.